# ثنائي أكسيد الكلور
ثاني أكسيد الكلور هو مركب كيميائي ذو الصيغة ClO2. يتبلور غاز ثاني أكسيد الكلور ذو اللون الأصفر المخضر إلى بلورات برتقالية لامعة عند درجة حرارة −59 °م. وكما هو الحال مع الأكاسيد المتعددة للكلور فإن ثاني أكسيد الكلور مؤكسد قوي ومفيد يستخدم في معالجة المياه وعملية القصر أو التبييض.

## البنية والروابط

اقتراح باولينغ

لجزيء ClO2 عدد شاذ من إلكترونات التكافؤ ولذلك هو جذر حر ذو مغناطيسية مسايرة. لقد حيرت بنيته الإلكترونية العلماء لفترة طويلة لعدم الرضى التام عن أي ترتيب ممكن من ترتيبات لويس. في سنة 1933 م اقترح (L.O. Brockway) بنية تتضمن رابطة ثلاثية الإلكترونات. طور الكيميائي لينوس باولنغ لاحقًا هذه الفكرة وتوصل إلى بنيتين طنينيتين تتضمن رابطة مضاعفة في جهة واحدة ورابطة مفردة مع رابطة ثلاثية الإلكترونات في الجهة الأخرى. من وجهة نظر باولينغ فإن التركيب الأخير يجب أن يمثل رابطة أضعف قليلًا من الرابطة المزدوجة.

## الاستخدامات
يستخدم ثاني أكسيد الكلور في المقام الأول (95%) في قصر لب الخشب، ولكنه يستخدم أيضا في قصر الطحين وفي تطهير مياه الشرب البلدية. استخدمت شلالات نياجارا، ومحطة معالجة المياه في نيويورك غاز ثاني أكسيد الكلور في معالجة مياه الشرب في سنة 1944 من أجل تفكيك الفينول.:4-17 أدخل غاز ثاني أكسيد الكلور كمطهر لمياه الشرب على نحو واسع في سنة 1956، عندما انتقلت بروكسل في بلجيكا من غاز الكلور إلى غاز ثاني أكسيد الكلور. ويستخدم على نحو شائع في معالجة المياه لأكسدته قبل عملية كلورة المياع من أجل تفكيك الشوائب الموجودة في المياه والتي تولد ثلاثي هالو الميثان عند التعرض إلى الكلور الحر. يشتبه بأن ثلاثي هالو الميثان بأنه مركبات ثانوية مسرطنة تترافق مع عملية الكلور للمواد العضوية الموجودة طبيعيًا في الماء. وغاز ثاني أكسيد الكلور يتفوق على غاز الكلور عند العمل فوق pH 7،:4-33 بوجود الأمونيا والأمينات[بحاجة لمصدر] و/أو من أجل ضبط الفيلم الحيوي في أنظمة توزيع الماء. يستخدم غاز ثاني أكسيد الكلور في العديد من التطبيقات الصناعية لمعالجة المياه كمبيدات في أبراج التبريد ومعالجة المياه ومعالجة الطعام.